# Love Blactually
Love Blactually («Чернореальная любовь») — первая серия седьмого сезона мультсериала «Гриффины». Премьерный показ состоялся 28 сентября 2008 года на канале FOX.

## Сюжет
Стьюи и Брайан отправляются в книжный магазин, где пёс знакомится с красивой атеисткой — Кэролин. Очень скоро они встречаются в ресторане за романтическим ужином. Их отношения стремительно развиваются, но в последний момент, на пороге дома девушки, Брайана останавливает Стьюи. Он объясняет тому, что его отношения с девушками всегда недолговечны именно потому, что он стремится как можно быстрее перейти к сексу. Брайан соглашается с малышом и прощается с обескураженной Кэролин, обещая встретиться потом.
После трёх недель свиданий без секса (которого Кэролин явно хочет) Брайан решает, что довольно, и собирается отправиться с девушкой на пикник, «где всё и случится». Однако он застаёт Кэролин, занимающуюся сексом с Кливлендом, так как та «устала ждать три недели, и решила, что Брайан хочет остаться с ней просто друзьями».
Брайан топит свою печаль в виски, но Стьюи (не признающий, что это именно он советовал ему подождать с сексом) вытаскивает его на улицу. Но куда бы они не пошли, везде встречают Кливленда, занимающегося сексом с Кэролин. В конце концов, парочка даже приходит в их дом (приглашённая Лоис и Питером).
Стьюи приходит в голову идея вернуть Кливленду его бывшую жену, Лоретту, чтобы разлучить его с Кэролин. Друзья отправляются к женщине, где обманывают её, что Кливленд хочет, чтоб она к нему вернулась. Лоретта отказывается, но на следующий день является-таки на Ложечную улицу, где сталкивается лицом к лицу с бывшим мужем, выходящим от Гриффинов. Он только что сообщил Брайану, что они с Кэролин улетают жениться на Гавайи. Лоретта признаётся Кливленду в неугасшей любви, и просит снова быть вместе. Это заставляет Кливленда задуматься, и он спрашивает совета у Гриффинов. Питер с Лоис не советуют ему возобновлять отношения с бывшей женой, но Брайан, имеющий тут свой интерес, всячески расхваливает Лоретту. В итоге Кливленд решает сходить к ней, поговорить и послушать, что ему подскажет сердце. Питер с Лоис решают доказать Кливленду, что Лоретта недостойна его, для чего просят Куагмира ещё раз соблазнить её.
Гленн проникает в гостиничный номер Лоретты и пытается соблазнить женщину, но та не поддаётся, и выгоняет голого совратителя. Пришедший сразу после инцидента Кливленд объясняет Лоретте, что он тоже ещё любит её, но возвращать прошлое смысла нет, и надо каждому просто жить дальше своей жизнью.
Кливленд приходит к Кэролин, и застаёт ту, занимающуюся сексом с Куагмиром.
Кливленд (подхвативший от Кэролин генитальную бородавку) и Брайан вдвоем, сидя на крылечке, сожалеют о своей жизни и несчастливой судьбе.

## Создание
Автор сценария: Майк Генри
Режиссёр: Синди Танг
Композитор: Уолтер Мёрфи
Приглашённые знаменитости: Кэт Фостер (в роли девушки Брайана, Кэролин) и Мередит Бакстер (камео)

## Премьера
Премьера эпизода, открывавшая очередной сезон сериала на канале FOX, состоялась 28 сентября 2008 года. Эпизод собрал у экранов 9,2 млн зрителей (на 15 % меньше, чем премьера предыдущего сезона), уступив по этому показателю показанной на телеканале в тот же день первой серии нового сезона мультсериала «Симпсоны» («Sex, Pies and Idiot Scrapes»), которую посмотрели 9,3 млн человек.